# Dorina Mihai
Dorina Mihai, née le 1er juin 1981, est une escrimeuse roumaine.

## Carrière
Dorina Mihai débute l'escrime à l'école primaire sur le conseil d'un enseignant, qui la dirige vers le fleuret. Déçue de ne pas obtenir de titre en onze ans, elle pense à abandonner, mais décide finalement d'opter pour le sabre, une arme avec laquelle elle obtient rapidement des résultats.
47e au classement mondial, elle atteint la finale des Championnats du monde d'escrime 2003 à La Havane après avoir battu en demi-finales l'Italienne Gioia Marzocca. Elle rencontre la championne du monde en titre chinoise Tan Xue et la bat d'une touche pour remporter le titre mondial. Par coïncidence, Mihai s'est retrouvée sans son masque lors de ces Mondiaux, l'obligeant à utiliser un masque à visière Lexan, promu par la Fédération internationale d'escrime car il montre le visage de l'escrimeur. En remportant la compétition, Mihai reçoit un prix de 10 000 dollars de la Fédération, destiné au sportif le mieux classé portant un masque Lexan. Avec cette performance, elle est nommée sportive roumaine de l'année avec l'haltérophile Valeriu Calancea (en).
Médaillée d'argent par équipes aux Championnats d'Europe d'escrime 2004 à Copenhague, elle décide de ne pas disputer les Jeux olympiques d'été de 2004 pour épouser l'escrimeur Cristian Lupu, réserviste en équipe nationale, et donner naissance à un garçon, Luca Nicolas. Cătălina Gheorghițoaia (en) qui la remplace lors de ces Jeux, finit quatrième. Le retour de Dorina Mihai à la compétition n'amènera pas d'autres résultats notables. Lorsque l'équipe nationale est dissoute par manque de fonds, Mihai décide de prendre sa retraite sportive. Son club du Dinamo Bucarest étant dépendant du Ministère des Affaires intérieures, elle décide de rejoindre la police roumaine. Elle travaille trois ans sur le terrain avant de rejoindre l'inspection de la police du județ d'Ilfov.